# Lista premiilor și nominalizărilor primite de filmul Ea

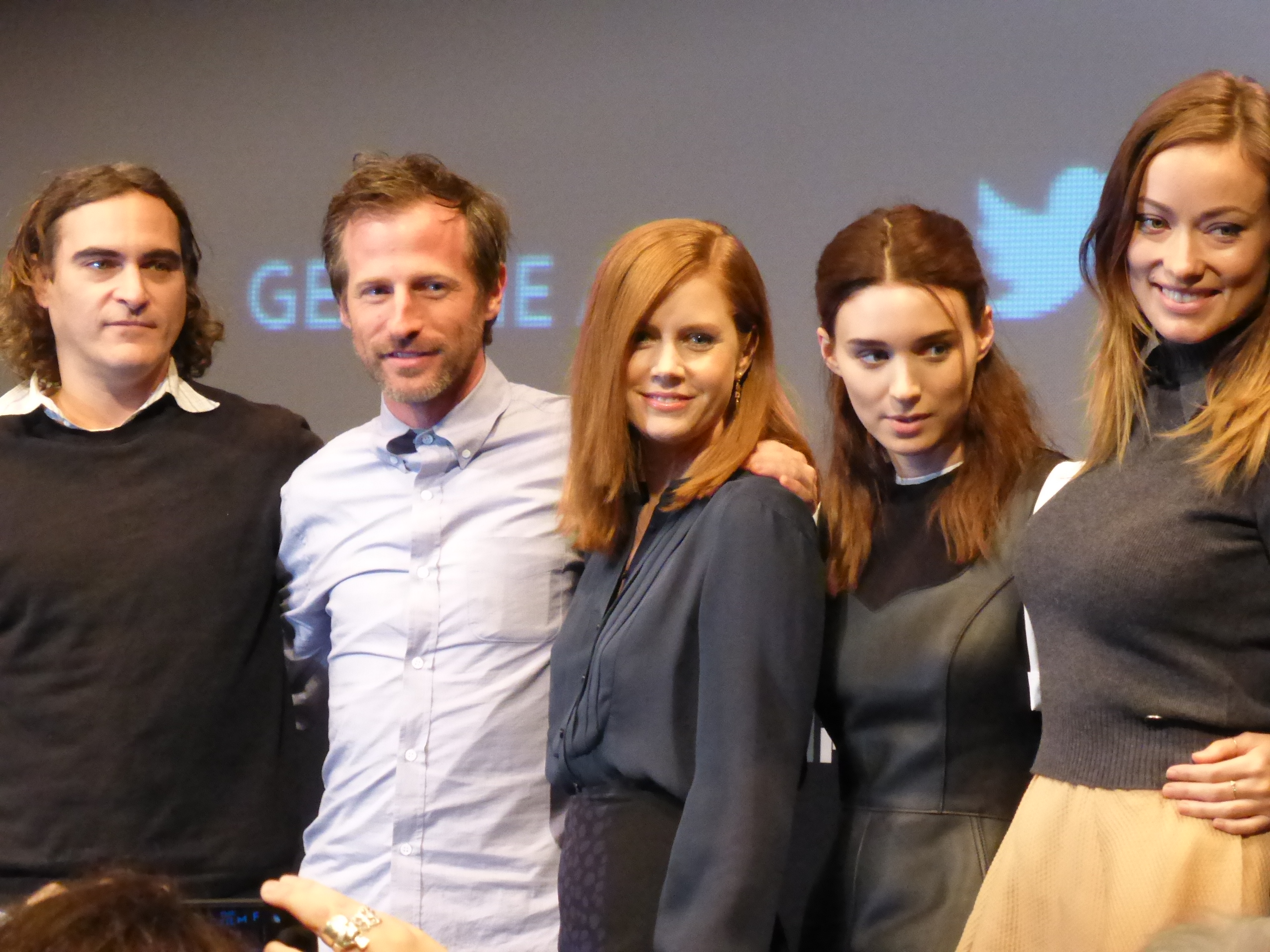
De la stânga la dreapta: Joaquin Phoenix, Spike Jonze, Amy Adams, Rooney Mara și Olivia Wilde la premiera filmului Ea de la Festivalul de Film de la New York

Ea (original în engleză: Her) este un film de comedie romantică științifico-fantastic regizat, produs și cu un scenariu scris de Spike Jonze. Acțiunea filmului urmărește relația lui Theodore Twombly (Joaquin Phoenix) cu Samantha (Scarlett Johansson), un sistem de operare inteligent, care vorbește cu el prin intermediul unei voci feminine. Din distribuție mai fac parte Amy Adams, Rooney Mara și Olivia Wilde.
Premiera filmului în Statele Unite a avut loc la Festivalul de Film de la New York din 12 octombrie 2013. La data de 18 decembrie a aceluiași an, Warner Bros. Pictures a lansat filmul inițial în șase cinematografe, urmând ca pe 10 ianuarie 2014 să aibă loc rularea filmului în peste 1700 de cinematografe din Statele Unite și Canada. Ea a primit critici pozitive și a avut încasări de 47 de milioane de dolari dintr-un buget de 23 milioane $.
Filmul a primit numeroase premii și nominalizări, în special pentru scenariul lui Jonze. La Premiile Oscar 2014, Her a fost nominalizat la cinci categorii, inclusiv la categoria Cel mai bun film, câștigând Premiul Oscar pentru cel mai bun scenariu original. Jonze a câștigat același premiu și la Globurile de Aur 2014, a 66-a ediție a Premiilor Writers Guild of America, a 19-a ediție a Premiilor Critics' Choice, și la Premiile Saturn 2014.

## Premii și nominalizări
| Premiu                                           | Data ceremoniei   | Categorie                                                      | Destinatarul premiului sau nominalizării                           | Rezultat     | Referințe     |
| ------------------------------------------------ | ----------------- | -------------------------------------------------------------- | ------------------------------------------------------------------ | ------------ | ------------- |
| Premiile Oscar                                   | 2 martie 2014     | Cel mai bun film                                               | Megan Ellison, Spike Jonze, Vincent Landay                         | Nominalizare | [ 7 ] [ 8 ]   |
| Premiile Oscar                                   | 2 martie 2014     | Cel mai bun scenariu original                                  | Spike Jonze                                                        | Câștigat     | [ 7 ] [ 8 ]   |
| Premiile Oscar                                   | 2 martie 2014     | Cea mai bună coloană sonoră                                    | William Butler, Owen Pallett                                       | Nominalizare | [ 7 ] [ 8 ]   |
| Premiile Oscar                                   | 2 martie 2014     | Cea mai bună melodie originală                                 | The Moon Song muzică de Karen O, text de Karen O și Spike Jonze    | Nominalizare | [ 7 ] [ 8 ]   |
| Premiile Oscar                                   | 2 martie 2014     | Cele mai bune decoruri                                         | K. K. Barrett, Gene Serdena                                        | Nominalizare | [ 7 ] [ 8 ]   |
| Alianța Jurnalistelor de Film                    | 19 decembrie 2013 | Cel mai bun film                                               | Ea                                                                 | Nominalizare | [ 13 ] [ 14 ] |
| Alianța Jurnalistelor de Film                    | 19 decembrie 2013 | Cel mai bun regizor (bărbat sau femeie)                        | Spike Jonze                                                        | Nominalizare | [ 13 ] [ 14 ] |
| Alianța Jurnalistelor de Film                    | 19 decembrie 2013 | Cel mai bun scenariu original                                  | Spike Jonze                                                        | Câștigat     | [ 13 ] [ 14 ] |
| Alianța Jurnalistelor de Film                    | 19 decembrie 2013 | Cea mai bună actriță într-un rol secundar                      | Scarlett Johansson                                                 | Nominalizare | [ 13 ] [ 14 ] |
| Alianța Jurnalistelor de Film                    | 19 decembrie 2013 | Cel mai bun actor                                              | Joaquin Phoenix                                                    | Nominalizare | [ 13 ] [ 14 ] |
| Alianța Jurnalistelor de Film                    | 19 decembrie 2013 | Cea mai bună coloană sonoră                                    | Arcade Fire                                                        | Nominalizare | [ 13 ] [ 14 ] |
| Alianța Jurnalistelor de Film                    | 19 decembrie 2013 | Premiul „Momentul de neuitat”                                  | „Scenele de sex pe telefon”                                        | Nominalizare | [ 13 ] [ 14 ] |
| Alianța Jurnalistelor de Film                    | 19 decembrie 2013 | Cea mai bună ilustrare a nudității, sexualității sau seducției | Scarlett Johansson, Joaquin Phoenix                                | Câștigat     | [ 13 ] [ 14 ] |
| American Cinema Editors                          | 7 februarie 2014  | Cel mai bun montaj al unui film dramatic                       | Eric Zumbrunnen, Jeff Buchanan                                     | Nominalizare | [ 15 ]        |
| Institutul American de Film                      | 10 ianuarie 2014  | Top zece filme ale anului                                      | Megan Ellison, Spike Jonze, Vincent Landay                         | Câștigat     | [ 16 ]        |
| Premiile Art Directors Guild                     | 8 februarie 2014  | Excelență în decoruri — film contemporan                       | K. K. Barrett                                                      | Câștigat     | [ 17 ]        |
| Asociația Criticilor de Film din Austin          | 17 decembrie 2013 | Cel mai bun film                                               | Ea                                                                 | Câștigat     | [ 18 ]        |
| Asociația Criticilor de Film din Austin          | 17 decembrie 2013 | Cel mai bun scenariu original                                  | Spike Jonze                                                        | Câștigat     | [ 18 ]        |
| Asociația Criticilor de Film din Austin          | 17 decembrie 2013 | Cea mai bună coloană sonoră                                    | Arcade Fire                                                        | Câștigat     | [ 18 ]        |
| Asociația Criticilor de Film din Austin          | 17 decembrie 2013 | Premiu Special de Onoare                                       | Scarlett Johansson (pentru interpretarea impecabilă a vocii în Ea) | Câștigat     | [ 18 ]        |
| Asociația Criticilor de Film din Chicago         | 16 decembrie 2013 | Cel mai bun film                                               | Ea                                                                 | Nominalizare | [ 19 ] [ 20 ] |
| Asociația Criticilor de Film din Chicago         | 16 decembrie 2013 | Cel mai bun regizor                                            | Spike Jonze                                                        | Nominalizare | [ 19 ] [ 20 ] |
| Asociația Criticilor de Film din Chicago         | 16 decembrie 2013 | Cea mai bună actriță într-un rol secundar                      | Scarlett Johansson                                                 | Nominalizare | [ 19 ] [ 20 ] |
| Asociația Criticilor de Film din Chicago         | 16 decembrie 2013 | Cel mai bun scenariu original                                  | Spike Jonze                                                        | Câștigat     | [ 19 ] [ 20 ] |
| Asociația Criticilor de Film din Chicago         | 16 decembrie 2013 | Cea mai bună imagine                                           | Hoyte van Hoytema                                                  | Nominalizare | [ 19 ] [ 20 ] |
| Asociația Criticilor de Film din Chicago         | 16 decembrie 2013 | Cea mai bună coloană sonoră                                    | Arcade Fire                                                        | Câștigat     | [ 19 ] [ 20 ] |
| Asociația Criticilor de Film din Chicago         | 16 decembrie 2013 | Cele mai bune decoruri                                         | Ea                                                                 | Nominalizare | [ 19 ] [ 20 ] |
| Premiile Critics' Choice                         | 16 ianuarie 2014  | Cel mai bun film                                               | Ea                                                                 | Nominalizare | [ 11 ] [ 21 ] |
| Premiile Critics' Choice                         | 16 ianuarie 2014  | Cel mai bun regizor                                            | Spike Jonze                                                        | Nominalizare | [ 11 ] [ 21 ] |
| Premiile Critics' Choice                         | 16 ianuarie 2014  | Cea mai bună actriță într-un rol secundar                      | Scarlett Johansson                                                 | Nominalizare | [ 11 ] [ 21 ] |
| Premiile Critics' Choice                         | 16 ianuarie 2014  | Cel mai bun scenariu original                                  | Spike Jonze                                                        | Câștigat     | [ 11 ] [ 21 ] |
| Premiile Critics' Choice                         | 16 ianuarie 2014  | Cele mai bune decoruri                                         | K. K. Barrett, Gene Serdena                                        | Nominalizare | [ 11 ] [ 21 ] |
| Premiile Critics' Choice                         | 16 ianuarie 2014  | Cea mai bună coloană sonoră                                    | Arcade Fire                                                        | Nominalizare | [ 11 ] [ 21 ] |
| Societatea Criticilor de Film din Detroit        | 13 decembrie 2013 | Cel mai bun film                                               | Ea                                                                 | Câștigat     | [ 22 ] [ 23 ] |
| Societatea Criticilor de Film din Detroit        | 13 decembrie 2013 | Cel mai bun regizor                                            | Spike Jonze                                                        | Nominalizare | [ 22 ] [ 23 ] |
| Societatea Criticilor de Film din Detroit        | 13 decembrie 2013 | Cel mai bun scenariu                                           | Spike Jonze                                                        | Câștigat     | [ 22 ] [ 23 ] |
| Societatea Criticilor de Film din Detroit        | 13 decembrie 2013 | Cea mai bună actriță într-un rol secundar                      | Scarlett Johansson                                                 | Câștigat     | [ 22 ] [ 23 ] |
| Premiile Dorian                                  | 21 ianuarie 2014  | Filmul anului                                                  | Ea                                                                 | Nominalizare | [ 24 ]        |
| Premiile Globul de Aur                           | 12 ianuarie 2014  | Cel mai bun film (muzical/comedie)                             | Ea                                                                 | Nominalizare | [ 25 ] [ 9 ]  |
| Premiile Globul de Aur                           | 12 ianuarie 2014  | Cel mai bun actor (muzical/comedie)                            | Joaquin Phoenix                                                    | Nominalizare | [ 25 ] [ 9 ]  |
| Premiile Globul de Aur                           | 12 ianuarie 2014  | Cel mai bun scenariu                                           | Spike Jonze                                                        | Câștigat     | [ 25 ] [ 9 ]  |
| Premiile Grammy                                  | 8 februarie 2015  | Cel mai bun cântec scris pentru film                           | The Moon Song Karen O, Spike Jonze                                 | Nominalizare | [ 26 ]        |
| International Online Film Critics                | 25 ianuarie 2015  | Top zece filme                                                 | Ea                                                                 | Câștigat     | [ 27 ]        |
| International Online Film Critics                | 25 ianuarie 2015  | Cel mai bun scenariu original                                  | Spike Jonze                                                        | Câștigat     | [ 27 ]        |
| International Online Film Critics                | 25 ianuarie 2015  | Cele mai bune decoruri                                         | K. K. Barrett, Gene Serdena                                        | Nominalizare | [ 27 ]        |
| International Online Film Critics                | 25 ianuarie 2015  | Cea mai bună coloană sonoră                                    | William Butler, Owen Pallett                                       | Nominalizare | [ 27 ]        |
| Location Managers Guild of America               | 29 martie 2014    | Merite deosebite ale unui location manager în film             | Rick Schuler, Steve Mapel                                          | Nominalizare | [ 28 ]        |
| Cercul Criticilor de Film din Londra             | 2 februarie 2014  | Filmul anului                                                  | Ea                                                                 | Nominalizare | [ 29 ]        |
| Cercul Criticilor de Film din Londra             | 2 februarie 2014  | Scenaristul anului                                             | Spike Jonze                                                        | Nominalizare | [ 29 ]        |
| Asociația Criticilor de Film din Los Angeles     | 8 decembrie 2013  | Cel mai bun film                                               | Ea (la egal cu Gravity)                                            | Tied         | [ 30 ]        |
| Asociația Criticilor de Film din Los Angeles     | 8 decembrie 2013  | Cel mai bun regizor                                            | Spike Jonze                                                        | Runner-up    | [ 30 ]        |
| Asociația Criticilor de Film din Los Angeles     | 8 decembrie 2013  | Cel mai bun scenariu                                           | Spike Jonze                                                        | Runner-up    | [ 30 ]        |
| Asociația Criticilor de Film din Los Angeles     | 8 decembrie 2013  | Cele mai bune decoruri                                         | K. K. Barrett                                                      | Câștigat     | [ 30 ]        |
| Asociația Criticilor de Film din Los Angeles     | 8 decembrie 2013  | Cea mai bună coloană sonoră                                    | Arcade Fire, Owen Pallett                                          | Runner-up    | [ 30 ]        |
| Premiile Motion Picture Sound Editors            | 16 februarie 2014 | Cel mai bun montaj sonor: dialog și dublaj într-un film        | Ren Klyce                                                          | Nominalizare | [ 31 ] [ 32 ] |
| National Board of Review                         | 4 decembrie 2013  | Cel mai bun film                                               | Ea                                                                 | Câștigat     | [ 33 ]        |
| National Board of Review                         | 4 decembrie 2013  | Cel mai bun regizor                                            | Spike Jonze                                                        | Câștigat     | [ 33 ]        |
| Societatea Online a Criticilor de Film           | 16 decembrie 2013 | Cel mai bun film                                               | Ea                                                                 | Nominalizare | [ 34 ] [ 35 ] |
| Societatea Online a Criticilor de Film           | 16 decembrie 2013 | Cel mai bun regizor                                            | Spike Jonze                                                        | Nominalizare | [ 34 ] [ 35 ] |
| Societatea Online a Criticilor de Film           | 16 decembrie 2013 | Cel mai bun scenariu original                                  | Spike Jonze                                                        | Câștigat     | [ 34 ] [ 35 ] |
| Societatea Online a Criticilor de Film           | 16 decembrie 2013 | Cel mai bun actor                                              | Joaquin Phoenix                                                    | Nominalizare | [ 34 ] [ 35 ] |
| Societatea Online a Criticilor de Film           | 16 decembrie 2013 | Cea mai bună actriță într-un rol secundar                      | Scarlett Johansson                                                 | Nominalizare | [ 34 ] [ 35 ] |
| Societatea Online a Criticilor de Film           | 16 decembrie 2013 | Cel mai bun montaj                                             | Eric Zumbrunnen, Jeff Buchanan                                     | Nominalizare | [ 34 ] [ 35 ] |
| Producers Guild of America Awards                | 19 ianuarie 2014  | Cel mai bun film                                               | Megan Ellison, Spike Jonze, Vincent Landay                         | Nominalizare | [ 36 ]        |
| Festivalul de Film de la Roma                    | 16 noiembrie 2013 | Cel mai bun film                                               | Spike Jonze                                                        | Nominalizare | [ 37 ] [ 38 ] |
| Festivalul de Film de la Roma                    | 16 noiembrie 2013 | Cea mai bună actriță                                           | Scarlett Johansson                                                 | Câștigat     | [ 37 ] [ 38 ] |
| Societatea Criticilor de Film din San Diego      | 11 decembrie 2013 | Cel mai bun film                                               | Ea                                                                 | Câștigat     | [ 39 ] [ 40 ] |
| Societatea Criticilor de Film din San Diego      | 11 decembrie 2013 | Cel mai bun regizor                                            | Spike Jonze                                                        | Nominalizare | [ 39 ] [ 40 ] |
| Societatea Criticilor de Film din San Diego      | 11 decembrie 2013 | Cel mai bun actor                                              | Joaquin Phoenix                                                    | Nominalizare | [ 39 ] [ 40 ] |
| Societatea Criticilor de Film din San Diego      | 11 decembrie 2013 | Cel mai bun scenariu original                                  | Spike Jonze                                                        | Câștigat     | [ 39 ] [ 40 ] |
| Societatea Criticilor de Film din San Diego      | 11 decembrie 2013 | Cel mai bun montaj                                             | Eric Zumbrunnen, Jeff Buchanan                                     | Nominalizare | [ 39 ] [ 40 ] |
| Societatea Criticilor de Film din San Diego      | 11 decembrie 2013 | Cele mai bune decoruri                                         | K. K. Barrett                                                      | Nominalizare | [ 39 ] [ 40 ] |
| Societatea Criticilor de Film din San Diego      | 11 decembrie 2013 | Cea mai bună coloană sonoră                                    | Arcade Fire                                                        | Câștigat     | [ 39 ] [ 40 ] |
| Cercul Criticilor de Film din San Francisco      | 15 decembrie 2013 | Cel mai bun regizor                                            | Spike Jonze                                                        | Nominalizare | [ 41 ]        |
| Cercul Criticilor de Film din San Francisco      | 15 decembrie 2013 | Cel mai bun scenariu original                                  | Spike Jonze                                                        | Nominalizare | [ 41 ]        |
| Cercul Criticilor de Film din San Francisco      | 15 decembrie 2013 | Cea mai bună imagine                                           | Hoyte van Hoytema                                                  | Nominalizare | [ 41 ]        |
| Cercul Criticilor de Film din San Francisco      | 15 decembrie 2013 | Cele mai bune decoruri                                         | K. K. Barrett                                                      | Nominalizare | [ 41 ]        |
| Premiile Satellite                               | 23 februarie 2014 | Cel mai bun scenariu original                                  | Spike Jonze                                                        | Nominalizare | [ 42 ]        |
| Premiile Satellite                               | 23 februarie 2014 | Cea mai bună coloană sonoră                                    | Arcade Fire                                                        | Nominalizare | [ 42 ]        |
| Premiile Saturn                                  | 18 iunie 2014     | Cel mai bun film fantastic                                     | Ea                                                                 | Câștigat     | [ 43 ] [ 12 ] |
| Premiile Saturn                                  | 18 iunie 2014     | Cel mai bun actor                                              | Joaquin Phoenix                                                    | Nominalizare | [ 43 ] [ 12 ] |
| Premiile Saturn                                  | 18 iunie 2014     | Cea mai bună actriță într-un rol secundar                      | Scarlett Johansson                                                 | Câștigat     | [ 43 ] [ 12 ] |
| Premiile Saturn                                  | 18 iunie 2014     | Cel mai bun scenariu                                           | Spike Jonze                                                        | Câștigat     | [ 43 ] [ 12 ] |
| Asociația Criticilor de Film din St. Louis       | 16 decembrie 2013 | Cel mai bun film                                               | Ea                                                                 | Nominalizare | [ 44 ] [ 45 ] |
| Asociația Criticilor de Film din St. Louis       | 16 decembrie 2013 | Cel mai bun regizor                                            | Spike Jonze                                                        | Nominalizare | [ 44 ] [ 45 ] |
| Asociația Criticilor de Film din St. Louis       | 16 decembrie 2013 | Cel mai bun scenariu original                                  | Spike Jonze                                                        | Câștigat     | [ 44 ] [ 45 ] |
| Asociația Criticilor de Film din St. Louis       | 16 decembrie 2013 | Cea mai bună actriță într-un rol secundar                      | Scarlett Johansson                                                 | Nominalizare | [ 44 ] [ 45 ] |
| Asociația Criticilor de Film din St. Louis       | 16 decembrie 2013 | Cea mai bună coloană sonoră                                    | Arcade Fire                                                        | Câștigat     | [ 44 ] [ 45 ] |
| Asociația Criticilor de Film din St. Louis       | 16 decembrie 2013 | Cele mai bune decoruri                                         | Austin Gorg                                                        | Runner-up    | [ 44 ] [ 45 ] |
| Asociația Criticilor de Film din St. Louis       | 16 decembrie 2013 | Cea mai bună scenă                                             | „scena de sex cu sistemul de operare”                              | Nominalizare | [ 44 ] [ 45 ] |
| Asociația Criticilor de Film din Washington D.C. | 9 decembrie 2013  | Cel mai bun film                                               | Ea                                                                 | Nominalizare | [ 46 ] [ 47 ] |
| Asociația Criticilor de Film din Washington D.C. | 9 decembrie 2013  | Cel mai bun regizor                                            | Spike Jonze                                                        | Nominalizare | [ 46 ] [ 47 ] |
| Asociația Criticilor de Film din Washington D.C. | 9 decembrie 2013  | Cel mai bun scenariu original                                  | Spike Jonze                                                        | Câștigat     | [ 46 ] [ 47 ] |
| Asociația Criticilor de Film din Washington D.C. | 9 decembrie 2013  | Cel mai bun actor                                              | Joaquin Phoenix                                                    | Nominalizare | [ 46 ] [ 47 ] |
| Asociația Criticilor de Film din Washington D.C. | 9 decembrie 2013  | Cea mai bună actriță într-un rol secundar                      | Scarlett Johansson                                                 | Nominalizare | [ 46 ] [ 47 ] |
| Asociația Criticilor de Film din Washington D.C. | 9 decembrie 2013  | Cele mai bune decoruri                                         | K. K. Barrett, Gene Serdena                                        | Nominalizare | [ 46 ] [ 47 ] |
| Asociația Criticilor de Film din Washington D.C. | 9 decembrie 2013  | Cea mai bună imagine                                           | Hoyte van Hoytema                                                  | Nominalizare | [ 46 ] [ 47 ] |
| Asociația Criticilor de Film din Washington D.C. | 9 decembrie 2013  | Cel mai bun montaj                                             | Eric Zumbrunnen, Jeff Buchanan                                     | Nominalizare | [ 46 ] [ 47 ] |
| Asociația Criticilor de Film din Washington D.C. | 9 decembrie 2013  | Cea mai bună coloană sonoră                                    | Arcade Fire                                                        | Nominalizare | [ 46 ] [ 47 ] |
| Writers Guild of America Awards                  | 1 februarie 2014  | Cel mai bun scenariu original                                  | Spike Jonze                                                        | Câștigat     | [ 10 ]        |
| Premiul Tânărului Artist                         | 4 mai 2014        | Cel mai bun actor tânăr într-un rol secundar                   | Grace Prewitt                                                      | Nominalizare | [ 48 ]        |